# Ammospiza maritima
El gorrión costero o chingolo costero (Ammospiza maritima) es una especie de ave paseriforme de la familia Passerellidae que habita la costa atlántica y del Golfo de los Estados Unidos.
Los adultos tienen las partes superiores pardas, con gris en la corona y en la nuca. El pecho es grisáceo opaco con rayas oscuras. Tienen la cara oscura con las mejillas grises, garganta blanca, y cola corta terminada en punta. Exhiben una pequeña mancha amarilla justo arriba del ojo.

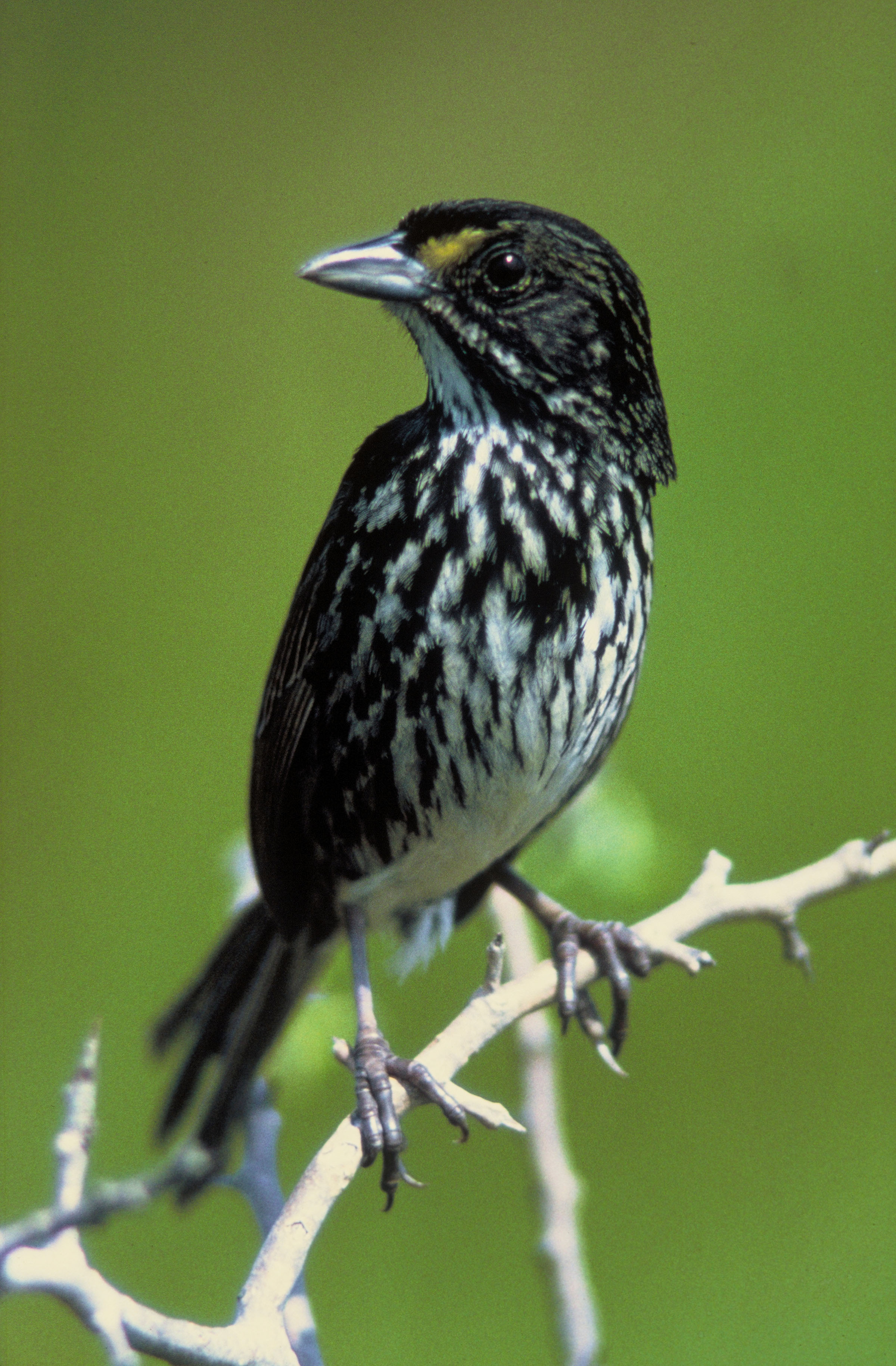
Macho de A. m. nigriscens, extinto en 1987.

Su hábitat de distribución en época reproductiva son las marismas salobres del Atlántico y del Golfo de México, desde el sur del estado de Nueva Hampshire hasta el sur de Texas. El nido es una taza abierta construido entre las cañas de plantas acuáticas o pastos del género Spartina. Las hembras ponen entre 2 y 5 huevos.
Las poblaciones norteñas migran hacia el sur, a lo largo de la costa oriental estadounidense.
Forrajean en el suelo o entre la vegetación acuática, en ocasiones en el lodo. Se alimentan principalmente de insectos, invertebrados marinos y semillas. Su área de alimentación con frecuencia se encuentra retirada del sitio que eligen para anidar.
La subespecie negruzca, A. m. nigriscens, alguna vez abundante, se extinguió en 1987, y la subespecie de Cabo Sable (Florida), A. m. mirabilis, se encuentra en peligro. Otra subespecie posiblemente amenazada dada su pequeña área de distribución es A. m. peninsulae, presente en la Bahía Apalachee, Florida. Esta última fue alguna vez considerada una especie separada.